# Krușovița, Vrața
Krușovița (în bulgară Крушовица) este un sat în comuna Mizia, regiunea Vrața,  Bulgaria. 

## Demografie
Componența etnică a satului Krușovița
     Bulgari (95,96%)
     Nicio identificare (3,5%)
     Altele (0,52%)
La recensământul din 2011, populația satului Krușovița era de 1.712 locuitori. Din punct de vedere etnic, majoritatea locuitorilor (95,96%) erau bulgari. Pentru 3,5% din locuitori nu este cunoscută apartenența etnică.